# Большая Митридатская лестница
Больша́я Митрида́тская ле́стница — историческая лестница, ведущая на одну из самых популярных горных вершин Крыма — гору Митридат, где расположены руины древнегреческого города Пантикапея, Мемориал памяти павших в годы Великой Отечественной войны и смотровая площадка с видом на «Крымский мост». Находится в центре города Керчи. Лестница состоит из 423 ступеней. Построена в 1833—1840 гг. по инициативе керченского градоначальника, археолога И. А. Стемпковского местным архитектором А. Дигби младшим. Неоднократно реставрировалась. Последняя реконструкция была проведена в 2020—2021 гг.
В Российской Федерации, контролирующей спорную территорию Крыма, является  объектом культурного наследия федерального значения;.
Вход на лестницу и гору Митридат свободный.

## Описание
Большая Митридатская лестница построена в 1833—1840 годах по проекту керченского городового архитектора Александра Дигби младшего в рамках реконструкции города при губернаторе З. С. Херхеулидзеве.

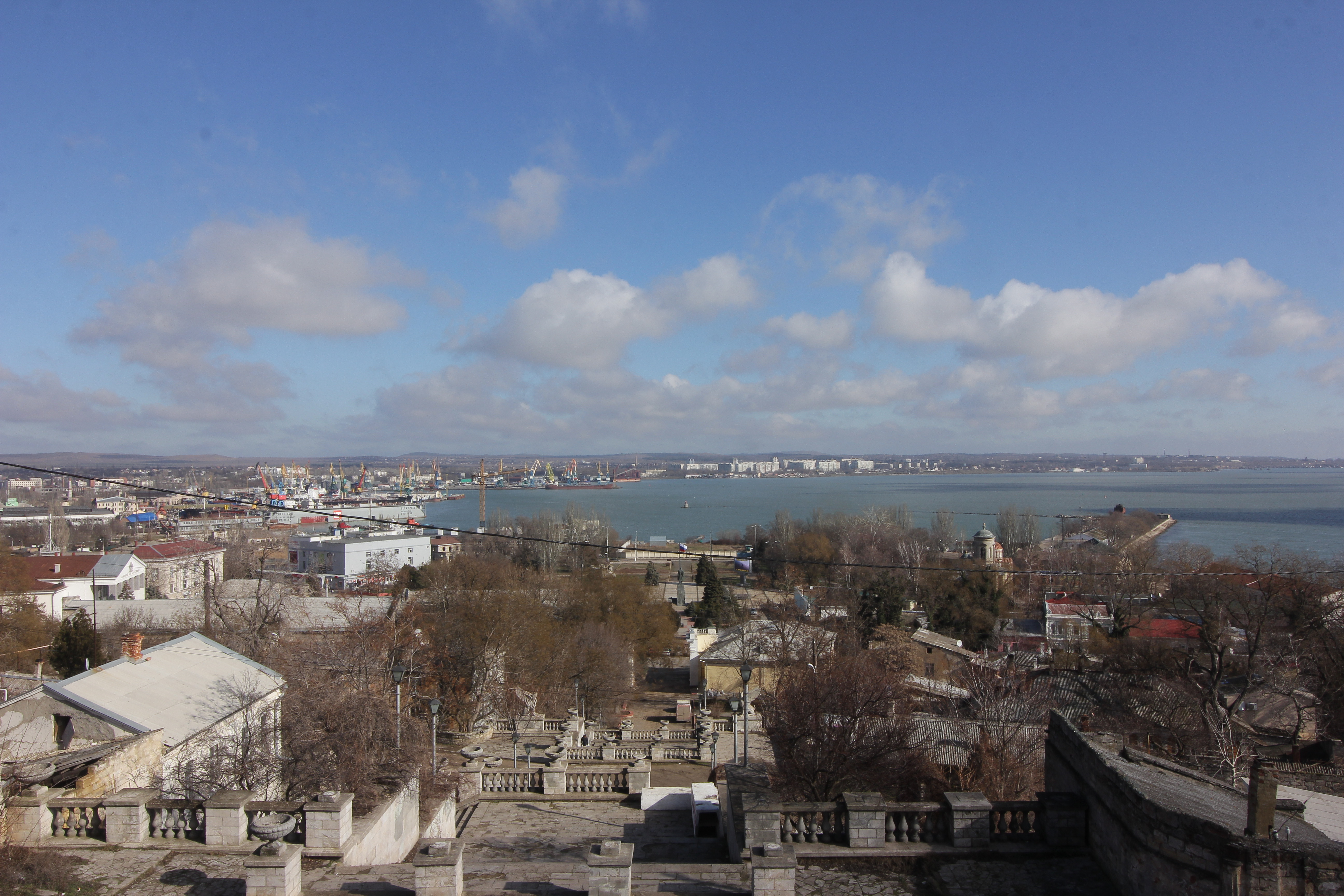
Вид на город

Лестница, расположенная на северо-восточном склоне горы Митридат, образовывала архитектурную ось центра города, ведущую от центральной Предтеченской площади с её византийским храмом Иоанна Предтечи (к которому в 1842 г. Дигби пристроил колокольню и притвор) к площадке, на которой ранее располагалось здание керченского Музея древностей, построенного в 1835 г. по проекту Торичелли виде афинского Тесейона (Гефестиона) (разрушен после 1945 г.). В 1834 году на вершине Митридата как продолжении оси лестницы была построена часовня-мавзолей над могилой И. А. Стемпковского, предшественника Херхеулидзе (снесена после 1945 г.).
Лестницу образуют три яруса, соединяющих подножие Митридата и три террасы с проходящими по ним улицами. Ярусы объединяются смотровыми площадками, расположенными на террасах, сами ярусы образованы чередованием фронтальных и боковых лестничных маршей с площадками, объединяющими их. В отделке лестницы были использованы декорированные балюстрады и массивные каменные перила на фигурных стойках, смотровые площадки были украшены скульптурами грифонов и декоративными вазами. Фасады смотровых площадок и фронтальных маршей декорированы арками, замковые камни арок выделяются размерами и украшены барельефами львиных голов.
Историческая часть лестницы ведет от участка улицы 51-й Армии, выходящей на центральную площадь города — площадь Ленина (бывш. Предтечненская) — к Верхнемитридатской улице. Выше Верхнемитридатской улицы к вершине горы Митридат лестница продолжается новой бетонной лестницей, построенной во 2-й половине XX века.

## Состояние
К концу XIX века лестница пришла в упадок, украшения частью были разрушены, частью расхищены, скульптуры грифонов нижней площадки были сняты и перемещены на ворота феодосийской заставы на въезде в Керчь.

### 1985 год
В 1985—1988 гг. была проведена реконструкция лестницы, в ходе реставрации на лестнице были установлены новые скульптуры грифонов, отлитые из декоративного бетона, облик скульптур был определён с учётом эскизов Уильяма Симпсона, сделанных во время Крымской войны.

### 2015: разрушение
В 2015 г., из-за долгого отсутствия ремонта и вспомогательных работ, часть Большой Митридатской лестницы рухнула, в частности, разрушился арочный свод, возникла трещина в макете склепа Деметры, расположенном в закрытом арочном проёме пролёта лестницы, которая влекла за собой дальнейшие разрушения.

### 2018—2021: ремонт
На ремонт Большой, а заодно и Малой лестницы из государственного бюджета выделили 1,5 млрд рублей. Работы должны быть завершены к концу 2018 года, однако были остановлены из-за грубых просчётов подрядчика.
Работы по реставрации Митридатских лестниц после проведения повторной экспертизы проекта возобновились с августа 2019 года. Согласно контракту с новой подрядной организацией, заключенному на сумму 651,64 миллиона рублей, ремонтно-реставрационные работы должны были завершиться до 1 сентября 2020 года; фактически, в связи с различными обстоятельствами, работы были завершены только к концу 2020 года. Невзирая на завершение работ, лестница ещё почти полгода не была открыта: был заявлен дополнительный ряд работ у подножия лестницы и в её ближайших окрестностях.

#### Открытие
Открытие после ремонта состоялось 22 июня 2021 года, в День памяти и скорби.